# Référendum sur le retrait du Groenland de la Communauté économique européenne
Le référendum sur le retrait du Groenland de la Communauté économique européenne est un référendum consultatif qui s'est tenu le 23 février 1982 au Groenland afin de définir si le territoire devait rester dans l'espace communautaire de la CEE. Le retrait de la CEE a été approuvé à 53,02 %, avec un taux de participation estimé de 74,91 %.

## Présentation
Le traité de Bruxelles ou traité relatif à l'adhésion du Danemark, de l'Irlande, de la Norvège et du Royaume-Uni à la CEE et à la CEEA est signé à Bruxelles le 22 janvier 1972. Le Danemark réalise un référendum le 2 octobre 1972, le oui l'emporte par 63,3 % des voix exprimées ; la Constitution danoise prévoit en effet de soumettre à l'opinion publique tout changement pouvant entrainer une modification de la souveraineté du pays. Les Groenlandais se montrent cependant contre cette intégration et votent à 70,8 % contre la proposition. Le Groenland intègre la Communauté économique européenne (CEE) lors du premier élargissement en 1973, en tant que comté d'outre-mer du Royaume du Danemark.
En 1975, une commission paritaire dano-groenlandaise est créée et trois ans plus tard, le parlement danois accorde l'autonomie au territoire. Elle entre en vigueur l'année suivante, après que les Groenlandais ont approuvé ce statut par référendum le 17 janvier 1979 (73 % des votes en faveur de l'autonomie). En 1979, la loi sur l'autonomie du Groenland (hjemmestyre) transfère aux autorités autonomes du territoire presque toutes les responsabilités jusqu'alors exercées par les autorités danoises.

## Résultats
| Choix                     | Votes  | %     |  |
| ------------------------- | ------ | ----- |  |
| Pour                      | 11 180 | 46,98 |  |
| Contre                    | 12 615 | 53,02 |  |
|                           |        |       |  |
| Votes valides             | 23 795 | 98,06 |  |
| Votes blancs et invalides | 470    | 1,94  |  |
| Total                     | 24 265 | 100   |  |
| Abstention                | 8 126  | 25,09 |  |
| Inscrits/Participation    | 32 391 | 74,91 |  |

## Conséquences
Le camp du retrait l'emporte, en ratifiant le traité modificatif avec la Communauté européenne pour préciser la situation du Groenland le 1er février 1985, celui-ci se retire de la CEE avec l'accord des Groenlandais, du Danemark et de la CEE. Le territoire est retiré des accords sur le charbon et l'acier (CECA) et des accords sur l'énergie atomique (Euratom). Des dispositions particulières sont convenues pour protéger la pêche. 
À cet effet, le territoire devient alors un territoire d'outre-mer associé à l'Union européenne.